# Amphoe Bang Bo
Amphoe Bang Bo (Thai อำเภอ บางบ่อ, Aussprache: ʔāmpʰɤ̄ː bāːŋ bɔ̀ː) ist ein Landkreis (Amphoe – Verwaltungs-Distrikt) im östlichen Teil der Provinz Samut Prakan. Die Provinz Samut Prakan liegt in der Zentralregion von Thailand am südöstlichen Stadtrand von Bangkok. 

## Geographie
Samut Prakan gehört zur Metropolregion Bangkok, der Übergang zwischen den beiden Städten ist fließend.
Die benachbarten Bezirke sind (von Westen im Uhrzeigersinn): die Amphoe Mueang Samut Prakan, Bang Phli und Bang Sao Thong der Provinz Samut Prakan, Lat Krabang (ein Khet von Bangkok), sowie die Amphoe Mueang Chachoengsao, Ban Pho und Bang Pakong der Provinz Chachoengsao. Im Süden befindet sich die Küste zum Golf von Thailand.

## Geschichte
Der Landkreis wurde 1930 von Bang Hia (บางเหี้ย) in Bang Bo umbenannt.

## Wirtschaft
- Ausgewählte OTOP-Produkte des Landkreises[2]
  - Fischsauce
  - Garnelenpaste (Kapi, กะปิ)
  - Nam-Phrik-Gewürzpaste (aus Garnelen, Tilapia oder Schaufelfadenfisch)

## Verwaltung

### Provinzverwaltung
Der Landkreis Bang Bo ist in acht Tambon („Unterbezirke“ oder „Gemeinden“) eingeteilt, die sich weiter in 74 Muban („Dörfer“) unterteilen.
| Nr. | Name                | Thai         | Muban | Einw.  |
| --- | ------------------- | ------------ | ----- | ------ |
| 01. | Bang Bo             | บางบ่อ        | 11    | 29.206 |
| 02. | Ban Rakat           | บ้านระกาศ     | 10    | 06.645 |
| 03. | Bang Phli Noi       | บางพลีน้อย     | 11    | 09.115 |
| 04. | Bang Phriang        | บางเพรียง     | 06    | 16.582 |
| 05. | Khlong Dan          | คลองด่าน      | 14    | 29.183 |
| 06. | Khlong Suan         | คลองสวน      | 0-    | 03.365 |
| 07. | Preng               | เปร็ง         | 09    | 04.287 |
| 08. | Khlong Niyom Yattra | คลองนิยมยาตรา | 06    | 03.117 |

### Lokalverwaltung
Es gibt view Kommunen mit „Kleinstadt“-Status (Thesaban Tambon) im Landkreis:
- Bang Phli Noi (Thai: เทศบาลตำบลบางพลีน้อย) bestehend aus dem kompletten Tambon Bang Phli Noi.
- Khlong Dan (Thai: เทศบาลตำบลคลองด่าน) bestehend aus Teilen des Tambon Khlong Dan.
- Khlong Suan (Thai: เทศบาลตำบลคลองสวน) bestehend aus dem kompletten Tambon Khlong Suan.
- Bang Bo (Thai: เทศบาลตำบลบางบ่อ) bestehend aus Teilen des Tambon Bang Bo.

Außerdem gibt es sechs „Tambon-Verwaltungsorganisationen“ (องค์การบริหารส่วนตำบล – Tambon Administrative Organizations, TAO)
- Bang Bo (Thai: องค์การบริหารส่วนตำบลบางบ่อ) bestehend aus Teilen des Tambon Bang Bo.
- Ban Rakat (Thai: องค์การบริหารส่วนตำบลบ้านระกาศ) bestehend aus dem kompletten Tambon Ban Rakat.
- Bang Phriang (Thai: องค์การบริหารส่วนตำบลบางเพรียง) bestehend aus dem kompletten Tambon Bang Phriang.
- Khlong Dan (Thai: องค์การบริหารส่วนตำบลคลองด่าน) bestehend aus Teilen des Tambon Khlong Dan.
- Preng (Thai: องค์การบริหารส่วนตำบลเปร็ง) bestehend aus dem kompletten Tambon Preng.
- Khlong Niyom Yattra (Thai: องค์การบริหารส่วนตำบลคลองนิยมยาตรา) bestehend aus dem kompletten Tambon Khlong Niyom Yattra.